# Gibbera minutissima
Gibbera minutissima är en svampart som beskrevs av K. Holm & L. Holm 1991. Gibbera minutissima ingår i släktet Gibbera och familjen Venturiaceae.  Arten är reproducerande i Sverige. Inga underarter finns listade i Catalogue of Life.